# Argyrocheila
Argyrocheila là một chi bướm ngày thuộc họ Lycaenidae.

## Loài
- Argyrocheila bitje Bethune-Baker, 1915
- Argyrocheila inundifera Hawker-Smith, 1933
- Argyrocheila undifera Staudinger, [1892]